# NGC 2029
NGC 2029 (другое обозначение — ESO 56-EN156) — эмиссионная туманность в созвездии Золотая Рыба.
Этот объект входит в число перечисленных в оригинальной редакции «Нового общего каталога».
Координаты NGC 2029 и NGC 2030 поменялись местами в Общем и в Новом общем каталогах, в результате ESO перепутала эти объекты.